# Гипджак

Монумент у Кипчаку

38°00′00″ пн. ш. 58°15′02″ сх. д. / 38.00000° пн. ш. 58.25056° сх. д.
Гипджак (туркм. Gypjak) або Кипчак — колишнє село на півдні Туркменістану, за 15 км від Ашгабата. Село є батьківщиною першого Президента Туркменістану Сапармурата Ніязова.
У Кипчаку побудована найбільша в Середній Азії мечеть Туркменбаші Рухи мечеть, поряд з якою побудовано Мавзолей Президента, в якому знаходяться п'ять саркофагів: чотири в кутах — у них поховані мати і батько Ніязова, а також два брати, які загинули під час землетрусу 1948 року. У центрі з часів будівництва знаходився саркофаг, призначений для самого Туркменбаші, в якому його і поховали в 2006 році.
24 травня 2013 року Меджліс Туркменістану ухвалив рішення про розширення меж столиці, згідно з яким місто Абадан і частина Рухабатського району разом з Гипджаком були включені в межі Ашгабата.